# Dolarização de Cuba

A bandeira cubana.

O governo de Cuba implementou políticas macroeconômicas a partir de 1993 com o objetivo de estabilizar a economia cubana. Essas políticas foram inicialmente promulgadas para compensar os desequilíbrios econômicos resultantes da dissolução da União Soviética em 1991. O principal aspecto dessas reformas foi legalizar o então ilegal dólar dos Estados Unidos e regular seu uso na economia da ilha.
As reformas mais amplas se concentraram fortemente na estabilização macroeconômica da economia cubana. Isso seria alcançado por meio de uma redução no déficit fiscal e por meio de mudanças estruturais, como a promulgação do acordo de Mercado Livre do Agricultor, a legalização do trabalho autônomo e a descriminalização do dólar dos Estados Unidos. As reformas econômicas resultaram em uma diminuição da inflação, valorização do peso, aumento da produção e produtividade e uma melhora no déficit fiscal. Com a implementação da constituição cubana de 2018, vieram os direitos de livre mercado, o reconhecimento da propriedade privada e a aceitação do investimento estrangeiro direto, tornando oficialmente Cuba uma economia mista semelhante aos modelos chinês e vietnamita, e semelhante à União Soviética sob Lenin com a Nova Política Econômica.

## Economia cubana antes da reforma

O logotipo da COMECON.

A economia cubana enfrentou as suas recessões mais baixas durante a Guerra de Independência (década de 1890), a Grande Depressão (década de 1930), a Revolução Socialista (década de 1960) e a dissolução da União Soviética (década de 1990).
À medida que as tensões entre Cuba e os Estados Unidos aumentaram após a invasão da Baía dos Porcos e a Crise dos Mísseis, Cuba recorreu cada vez mais à União Soviética para obter ajuda econômica e militar. De 1970 a 1980, a União Soviética esteve totalmente imersa nos assuntos econômicos de Cuba. Em 1972, Cuba aderiu ao Conselho para Assistência Econômica Mútua (COMECON), e no final da década de 1980, 85% do comércio exterior de Cuba era com membros do COMECON.
De 1985 a 1989, 74,4% de todas as exportações cubanas foram açúcar e produtos relacionados. A economia cubana era altamente dependente do açúcar, o que tornava a economia do país vulnerável às flutuações de preços no mercado mundial. Após um aumento nos preços mundiais, a produção de açúcar caiu de 7,3 milhões de toneladas em 1989 para 4,1 milhões de toneladas em 1993.
Durante 30 anos, Cuba dependeu dos subsídios da União Soviética. No final de 1989, a assistência soviética diminuiu devido aos problemas orçamentários que o país enfrentava na época. Mikhail Gorbachev, o ex-secretário-geral da União Soviética, que mais tarde se tornou presidente, encerrou a troca cubano-soviética de açúcar por petróleo e exigiu o pagamento imediato da dívida. Mais tarde, em 1991, o presidente Boris Yeltsin interrompeu toda a assistência a Cuba. As importações caíram 50% de 1990 a 1993, consequentemente o PIB diminuiu 30%.

## Curso de reforma

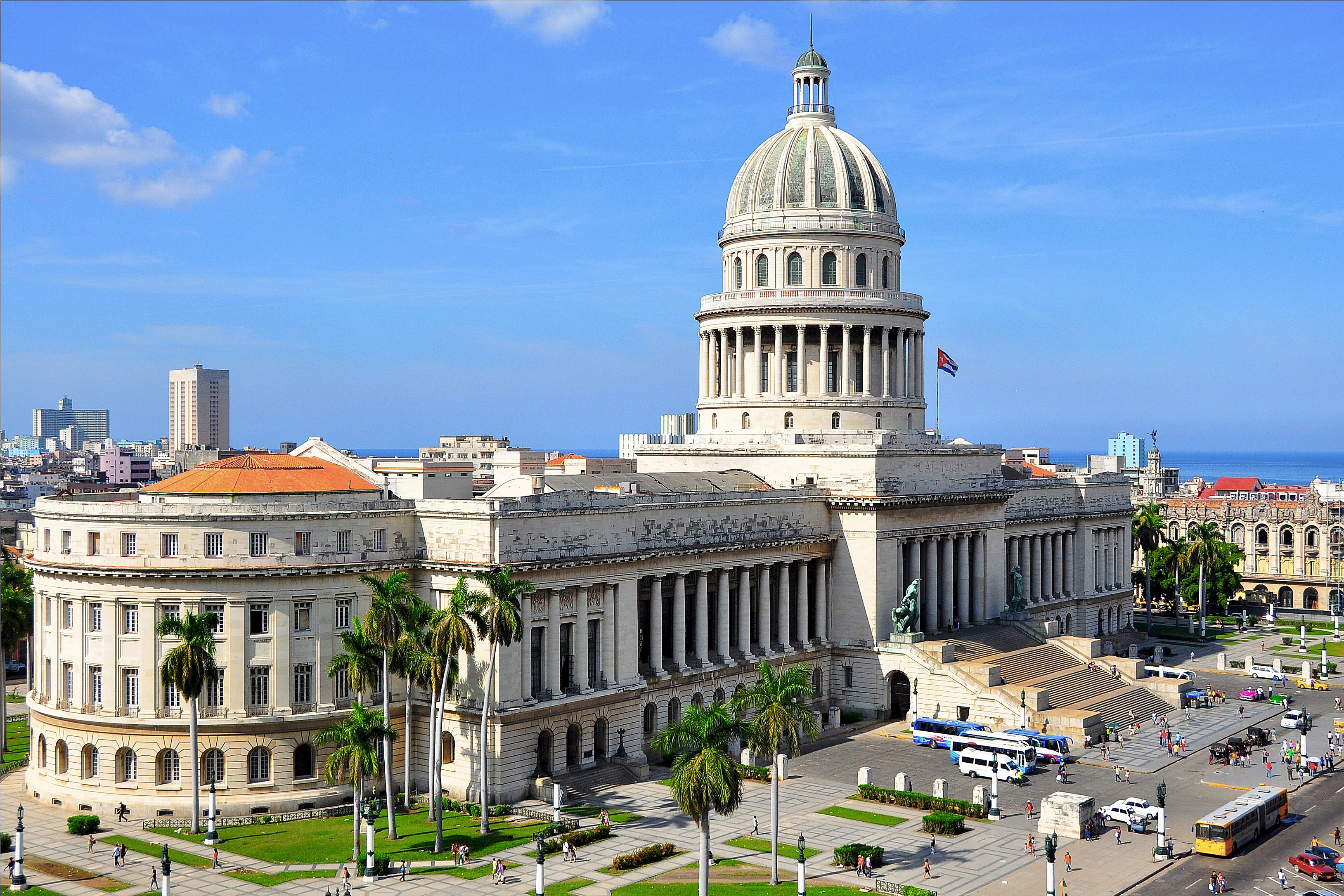
O edifício do Capitólio Nacional de Cuba em Havana.

O colapso da União Soviética levou a economia cubana a uma recessão de 1989 a 1993, quando atingiu seu ponto mais baixo. Em uma tentativa especulada de se juntar novamente ao FMI e ao Banco Mundial, o diretor-executivo Jacques de Groote e outro funcionário do FMI foram convidados a Havana no final de 1993. Depois de avaliar a situação econômica do país, foi concluído que, de 1989 a 1993, o declínio econômico de Cuba foi mais grave do que o experimentado por qualquer outro país socialista do Leste Europeu. Durante esses quatro anos, o comércio exterior caiu 80%, já que mais da metade do comércio de Cuba foi feito com a União Soviética, e houve uma queda de cerca de 50% no PIB do país durante esse período. O presidente Fidel Castro declarou que, a partir de 30 de agosto de 1990, o período seria conhecido como Período Especial em Tempo de Paz (em castelhano:  Período Especial en Tiempos de Paz), que girava em torno da mudança de pessoas das áreas urbanas para as áreas rurais, a fim de aumentar o foco no sector agrícola.

### 1993–1994
Em 1993, o governo cubano legalizou a posse e a circulação de moeda estrangeira. Em julho de 1993, foi anunciado que agora era legal possuir dólares americanos, por meio do Decreto-Lei nº 140, que foi instituído em 13 de agosto de 1993. A lei visava estimular as remessas externas de cubanos que viviam nos Estados Unidos para transferir dólares durante um período em que havia escassez de dólares em Cuba. Essa lei tornou possível aos cubanos vender bens e serviços a estrangeiros que visitavam a ilha e resultou em um aumento de capital.
Em 26 de outubro de 1994, o governo estabeleceu um novo sistema de vendas de produtos artesanais e manufaturados a preços equivalentes aos preços dos mercados agrícolas livres. Isso permitiu que indivíduos e empresas estatais vendessem bens e serviços em locais designados enquanto ainda estavam sujeitos ao imposto sobre transações, que era equivalente ao imposto sobre vendas, e permitiu que as fábricas vendessem o excedente de sua produção. O sistema visava enfraquecer o mercado negro e estimular a produção.
Em novembro de 1994, a taxa de câmbio do mercado negro caiu de CU$ 120 = US$ 1 para CU$ 40 = US$ 1. Em outubro de 1995, foram criadas casas de câmbio que permitiam aos civis comprar e vender moedas a taxas próximas das taxas do mercado negro.
Em 1993, o governo também fez progressos na promoção do investimento estrangeiro. Em 8 de setembro de 1993, o governo promulgou o Decreto-Lei n.º 141 sobre o Trabalho Independente, que reautorizou o trabalho por conta própria com o objetivo de aumentar a oferta de mão de obra.

### 1994–1996
Em julho de 1994, o governo introduziu bónus para os trabalhadores. Eles forneceram um pacote de pagamento mensal de US$ 20 e alguns incentivos para os trabalhadores estimularem a produtividade em atividades comerciais, nomeadamente exportações e substituição de importações (ou seja, produção de petróleo, geração de eletricidade, biotecnologia e aço para cimento).
Em 20 de dezembro de 1994, o governo anunciou que um novo peso conversível livre, que estava no mesmo nível do dólar americano e poderia ser usado em lojas de dólar, existiria ao lado do peso antigo, e sua intenção final era substituir o peso antigo e o dólar.
Para combater o déficit fiscal no país, o governo aumentou os preços de produtos selecionados, como cigarros, bebidas alcoólicas e gasolina em 1995. O governo também aumentou as taxas de serviços públicos, como telefone, transporte e eletricidade. O governo também anunciou a eliminação de algumas agências governamentais: 11.600 cargos em 32 ministérios foram eliminados para reduzir os subsídios.
Em 1995, o governo cubano legalizou o trabalho autônomo. Isso resultou em uma queda na folha de pagamento do governo e no aumento das receitas. O governo também anunciou que, a partir de 1995, os impostos seriam cobrados sobre imóveis, serviços como publicidade, trabalhadores autônomos e cubanos cuja fonte de renda provém de negócios estrangeiros.

## Reforma em setores específicos

### Agricultura
Em 30 de setembro de 1994, o governo cubano promulgou seu plano para permitir mercados agrícolas livres e uma variedade mais controlada dos mercados livres campesinos (em castelhano:  Mercados Libres Campesinos, MLC). Isso permitiu que os agricultores vendessem legalmente o excedente de sua produção (exceto carne, leite e batatas) e obtivessem lucros. Isso encorajou as fazendas a cultivarem mais alimentos e os preços do mercado negro caíram lentamente. Além disso, a conversão de fazendas de estilo soviético em unidades básicas de produção cooperativa liberou 42% das terras utilizáveis de Cuba. Em 1997, cerca de 76% das terras utilizáveis de Cuba eram detidas por cooperativas.
Em setembro de 1995, o governo cubano reduziu os subsídios à agricultura, de 370 milhões de dólares em 1994 para 57 milhões de dólares em 1995.

### Bancário
Antes de 1997, o sistema bancário de Cuba consistia principalmente no Banco Nacional de Cuba (BNC), Caixa Econômica Popular (em castelhano:  Banco Popular de Ahorro, BPA) e Banco Financeiro Internacional (em castelhano:  Banco Financiero Internacional, S.A. BFI).
Em 1993, o BNC criou uma empresa privada, o Novo Grupo Bancário (em castelhano:  Grupo Nueva Banca, GNB), para expandir os serviços financeiros disponíveis para investidores estrangeiros, como operações com cartão de crédito, fornecimento do peso conversível gratuito e troca de notas. O GNB tinha uma rede de novas instituições financeiras, como o Banco Internacional de Comércio (em castelhano:  Banco Internacional de Comercio, BICSA), Financiador Nacional (em castelhano:  Financiera Nacional, FINSA) e Banco de Investimento (em castelhano:  Banco de Inversiones, SA).
Em 1994, o Banco da Holanda ING começou a operar em Cuba, tornando-se o primeiro banco estrangeiro a receber uma licença para operar na ilha. Em 1995, mais dois bancos estrangeiros receberam uma licença semelhante, nomeadamente a Société Générale da França e o Banco Sabadell da Espanha.
Em 1997, o governo cubano estabeleceu um novo banco central, o Banco Central de Cuba (BCC) com o objetivo de liberalizar o sistema financeiro. De acordo com o Decreto-Lei nº 172, o novo banco central deveria manter a estabilidade monetária, preservar o valor da moeda e supervisionar o sistema bancário em Cuba. No final de 1998, 15 bancos estrangeiros abriram filiais em Cuba.
O sistema bancário foi informatizado com a introdução de máquinas de distribuição de dinheiro e sistemas modernizados de compensação de cheques. O Banco Popular de Ahorro, que se concentrou principalmente em empréstimos e economias para as famílias, ampliou seus serviços para suas atividades para serviços bancários comerciais e janela de câmbio.

### Finanças
Após a descriminalização da posse de dólares americanos em 1993, o governo criou lojas especiais nas quais os indivíduos que possuíam dólares americanos podiam comprar itens indisponíveis para indivíduos que possuíam apenas o peso. Além disso, em setembro de 1995, foi possível depositar moeda forte com juros no Banco Nacional de Cuba; em outubro do mesmo ano, o governo criou casas de câmbio de moeda estrangeira (em castelhano:  Casas de Cambio, CADECA) com 23 agências espalhadas pela ilha, onde os cubanos podiam trocar dólares americanos por pesos a uma taxa semelhante à do mercado negro.

### Investimento Estrangeiro
Em dezembro de 1994, a Assembleia Nacional aprovou uma nova lei de mineração que visava simplificar o investimento estrangeiro no sector de mineração. No ano seguinte, a Assembleia Nacional introduziu uma lei que inovou o quadro jurídico para o investimento estrangeiro, simplificando o processo de avaliação para futuros investimentos estrangeiros, inibindo o investimento estrangeiro em imóveis e autorizando o estabelecimento de zonas de processamento de exportação que visam encorajar a actividade industrial e promocional.
Em 1995, o governo cubano assinou um acordo de promoção e proteção comercial e de investimentos com mais de 12 países, incluindo Rússia, Canadá e China. A Feira Internacional de Comércio de Havana atraiu 1.690 empresas de 52 países. O interesse dos Estados Unidos na ilha cresceu. O The Economist relatou que, de 1994 a 1996, 1.500 representantes de empresas americanas visitaram a ilha.

## Impacto
Após o sucesso do programa de estabilização promulgado em 1993, o défice orçamental de Cuba diminuiu para 1 bilhão de pesos em 1994, 480 milhões de pesos em 1995 e 36 milhões de pesos em 1996.
Em 1994, houve um crescimento de 7,6% no setor manufatureiro e um crescimento de 4,4% no setor elétrico. No ano seguinte, 1995, o setor manufatureiro cresceu mais 6,4% e houve um crescimento de 56% e 7,7% nos setores de mineração e construção, respectivamente. O setor manufatureiro continuou a crescer e em 1997 registrou um crescimento de 7,7% na produção. No mesmo ano, o setor de construção cresceu 4,8%, e os setores de transporte e florestal cresceram 4,6% e 13,6%, respectivamente.
As reformas também impactaram a balança comercial do país. Em 1994, as exportações aumentaram 18%, totalizando aproximadamente US$ 1,3 bilhão, e as importações, US$ 2,1 bilhões. Nos anos seguintes, 1996 e 1997, as exportações cresceram para US$ 1,5 e US$ 2 bilhões, respectivamente. No entanto, as importações da ilha cresciam em um ritmo mais acelerado, registrando um crescimento de 33% em 1996 e de 19% em 1997.
Além disso, as reformas também trouxeram um crescimento no setor de investimentos. De acordo com uma declaração oficial feita pelo vice-presidente Carlos Lage em novembro de 1994, os investimentos naquele ano totalizaram US$ 1,5 bilhão. Em 1995, os investimentos cresceram de US$ 1,5 bilhão para US$ 2,1 bilhões, um crescimento de 37,5%. No final de 1995, mais de 212 investidores estrangeiros iniciaram projetos em Cuba, e 1996 viu a adição de mais 48 projetos financiados internacionalmente. Em agosto de 1995, o embaixador cubano nas Nações Unidas, Bruno Rodriguez, relatou que 100 empresas americanas demonstraram interesse em empresas estatais em Cuba. No final de 1997, o número de projetos financiados internacionalmente cresceu para 317. Em 1989, existiam 28.600 trabalhadores independentes licenciados em Cuba; após a legalização do trabalho independente em 1995, este número subiu para 200.000.

## Crítica
As reformas económicas foram criticadas por renunciarem aos princípios socialistas sobre os quais o país foi reconstruído após a revolução cubana, aos quais Fidel Castro respondeu dizendo: "Não renunciamos ao socialismo como nosso objectivo comum. [...] Temos que estar prontos para realizar as mudanças necessárias para nos adaptarmos às condições mundiais atuais, sem renunciar às nossas ideias e sem renunciar aos nossos objetivos." Além disso, a reforma do trabalho independente foi criticada por não permitir que os estudantes trabalhassem por conta própria.